# Sisinije II. Carigradski
Za nadbiskupa, pogledajte Sisinije I. Carigradski.
Sisinije II. Carigradski (grčki Σισίνιος Β΄; umro 24. kolovoza 999.) bio je magistros (μάγιστρος) te patrijarh Konstantinopola, koji je bio visoko obrazovan. Postao je patrijarh 996., naslijedivši patrijarha Nikolu II. Chrysobergesa te je održao sinodu na kojoj se razgovaralo o braku.
Sisinije je umro 999. godine te ga je naslijedio Sergije II. Carigradski.
| prethodnik Nikola II. Carigradski | Patrijarh Konstantinopola | nasljednik Sergije II. Carigradski |